# Charles de Noyelle
Charles de Noyelle SJ (ur. 28 lipca 1615 w Brukseli (Belgia), zm. 12 grudnia 1686 w Rzymie) – belgijski jezuita, 12. Przełożony Generalny Towarzystwa Jezusowego.

## Wczesna formacja
Po ukończeniu szkół w Mons i Ypres Charles de Noyelle wstąpił do jezuitów w wieku 15 lat (1630). Po nowicjacie studiował filozofię i teologię w Louvain, gdzie również otrzymał święcenia kapłańskie w 1644. Z polecenia przełożonych został profesorem teologii w Antwerpii. Był rektorem szkoły w Kortrijk przez trzy lata skąd został wezwany do Rzymu na podsekretarza zakonu (1653).

## Rzym
Gdy Giovanni Paolo Oliva został wybrany Przełożonym Generalnym w 1661, mianował ojca de Noyelle swoim Asystentem dla prowincji niemieckojęzycznych. Pełnił tę funkcję przez 20 lat, będąc Wikariuszem Generalnym i delegatem generała do wielu misji. Na Kongregacji Generalnej po śmierci o. Olivy, Charles de Noyelle został 5 lipca 1682 r. jednogłośnie, w pierwszym głosowaniu, wybrany Przełożonym Generalnym. Był to jedyny przypadek (poza Ignacym Loyolą) jednogłośnego wyboru Przełożonego Generalnego).

## Problemy i kontrowersje
Już podczas trwania kongregacji spór pomiędzy Ludwikiem XIV a papieżem Innocentym XI (m.in. na temat wolności gallikańskiej) osiągnął szczyt w publikacji Déclaration du clergé de France. Stawiało to Towarzystwo Jezusowe we Francji w trudnej sytuacji. Papież zakazał nauczania w duchu gallikanizmu tejże deklaracji. Uniknięcie rozłamu w zakonie wymagało wielkiej roztropności i wpływów ojca François de La Chaise i generała de Noyelle. Stanięcie pośrodku między Francją a papieżem nie zadowalało Innocentego XI, z którym we wszystkich innych sprawach stosunki układały się bardzo dobrze.
Jeszcze delikatniejszą sprawą był Ryt Chiński. Głosy jezuickich misjonarzy z Chin ignorujące lub wręcz odrzucające papieski zakaz sprawowania liturgii w tzw. Rycie Chińskim, dotarły do Kongregacji Rozkrzewiania Wiary. Pociągnęło to za sobą niechęć do zakonu wewnątrz Kurii Rzymskiej i było zaprzeczeniem ideału zakonu jakiego pragnął św. Ignacy.